# ストロングホールド (駆逐艦)
ストロングホールド (HMS Stronghold) はイギリス海軍の駆逐艦。アドミラルティS級。

## 艦歴
1918年3月起工。1919年5月6日進水。1919年7月2日就役。
1939年、他のS級駆逐艦4隻と共に極東配備となる。
「ストロングホールド」は太平洋戦争開戦の1941年12月8日はシンガポールにあった。12月10日、マレー沖海戦の前に巡洋戦艦「レパルス」から発進し、その後不時着水していたウォーラスをシンガポールまで曳航した。12月12日から15日までシンガポール発のSM1船団を護衛。続いて12月16日からは駆逐艦「テネドス」とともにバタビアからシンガポールまで2隻の船を護衛した。12月31日、シンガポールから出航。1942年1月4日にBM9B船団の護衛に加わった。船団は1月6日にシンガポールに着いた。1月12日、人員輸送のため軽巡洋艦「ダーバン」が「ストロングホールド」などとともにシンガポールからバタビアへ向け出発。1月20日、BM10船団の護衛に加わる。1月22日、「ストロングホールド」は駆逐艦「エレクトラ」とともに船団からはなれバタビアへ向かった。1月28日、スンダ海峡入り口でMS1船団に加わる。船団は二つに分かれ、「ストロングホールド」はシンガポール行きの方を護衛。船団は2月1日にシンガポールに着いた。2月2日、駆逐艦「ヴェンデッタ」を曳航してシンガポールを離れる。パレンバンを経て2月10日にバタビアに到着した。シンガポールから撤退させる人員を輸送するため「スロトングホールド」は「ダーバン」などとともにシンガポールへ向かい、2月12日に到着。同日シンガポールを離れ、2月13日にバタビアに着いた。2月20日、重巡洋艦「エクセター」などとともにバタビア発のSJ5船団を護衛。2月26日、タンジュン･プリオクを離れた最後の船であるイギリス船「Ashridge」を護衛。
3月1日、「ストロングホールド」は避難民を乗せた「Zaandam」とともにチラチャップからフリーマントルへ向け出航。夜中まで「Zaandam」を護衛し、それから「ストロングホールド」は単独でフリーマントルへ向かった。一方、3月1日には日本軍の南方部隊本隊（重巡洋艦「愛宕」、「高雄」、「摩耶」駆逐艦「嵐」、「野分」、「早潮」）がジャワ島の南に進出し、遊弋していた。3月2日、「ストロングホールド」は航空機に発見された。日本軍は駆逐艦2隻と軽巡洋艦1隻発見の報告を受けて駆逐艦の方には「摩耶」、「嵐」、「野分」を派遣。「ストロングホールド」はその3隻に捕捉され、撃沈された。3月3日、日本軍に拿捕されていたオランダ船によって生存者50名が救助され、それから「摩耶」に移された。